# París-Roubaix 1979
La París-Roubaix 1979 fou la 77a edició de la París-Roubaix. La cursa es disputà el 8 d'abril de 1979 i fou guanyada per l'italià Francesco Moser, que s'imposà en solitari en l'arribada a Roubaix. Roger de Vlaeminck i Hennie Kuiper foren segon i tercer respectivament.

## Classificació final
|    | Ciclista              | Equip                      | Temps      |
| -- | --------------------- | -------------------------- | ---------- |
| 1  | Francesco Moser       | Sanson-Luxor TV            | 6h 17' 28" |
| 2  | Roger de Vlaeminck    | Gis Gelati                 | + 40"      |
| 3  | Hennie Kuiper         | Peugeot-Esso-Michelin      | m. t.      |
| 4  | Joop Zoetemelk        | Miko-Mercier-Vivagel       | m. t.      |
| 5  | Jan Raas              | TI-Raleigh-McGregor        | + 2' 14"   |
| 6  | Willy Teirlinck       | Kas-Campagnolo             | + 2' 17"   |
| 7  | Walter Planckaert     | Mini Flat-VDB-Pirelli      | m. t.      |
| 8  | Marc Demeyer          | Flandria-Ca Va Seul-Sunair | m. t.      |
| 9  | Fons de Wolf          | Boule D'Or-Lano-Colnago    | + 2' 27"   |
| 10 | Etienne van der Helst | Kas-Campagnolo             | m. t.      |